# Липе (Барним)
Липе (њем. Liepe) општина је у њемачкој савезној држави Бранденбург. Једно је од 24 општинска средишта округа Барним. Према процјени из 2010. у општини је живјело 766 становника. Посједује регионалну шифру (AGS) 12060128.

## Географски и демографски подаци
Липе се налази у савезној држави Бранденбург у округу Барним. Општина се налази на надморској висини од 10 метара. Површина општине износи 10,8 km². У самом мјесту је, према процјени из 2010. године, живјело 766 становника. Просјечна густина становништва износи 71 становника/km².
- Поглед на Липе